# Ruta Provincial 30 (Córdoba)

## Generalidades
La Ruta Provincial 30, es una vía de tránsito ubicada en la región sur de la Provincia de Córdoba, al oeste de la ciudad de Río Cuarto.
Con apenas 75 km de extensión, desde hace unos años a la fecha (2023) se ha transformado en una importante vía de comunicación entre las ciudades de Río Cuarto y el noreste de la provincia de San Luis, no solo por ser, en numerosas ocasiones, una vía alternativa, a la colapsada  RN 8 , sino que también es el acceso a la recientemente asfaltada  RP 23 , también denominada Ruta de la Costa.
.
No posee peajes, pendientes pronunciadas, curvas cerradas ni una alta tasa de tránsito, lo que la hace una interesante opción a tener en cuenta si se tiene que transitar por la región.

## Localidades
A lo largo de su corto recorrido, esta ruta atraviesa solo dos centros urbanos: Achiras y Cuatro Vientos. Ambos se encuentran dentro del departamento Rio Cuarto, y ninguno es cabecera de departamento. El único dato de población, se obtuvo para Achiras, y es de 2398 habitantes, según censo INDEC 2010.
. Del paraje Cuatro Vientos no se pudieron obtener datos.

## Recorrido
|  | CONTgq | TBHFa | CONTfq |  |  |

|  |  | STR |

|  | GRZq | STR+GRZq | GRZq |  |  |

|  |  | STR |

|  |  | BHF |

|  | TEEaq | CONTfq |  |

| WASSERq | WBRÜCKE1 | WASSERq |  |

| WASSERq | WBRÜCKE1 | WASSERq |  |

| WASSERq | WBRÜCKE1 | WASSERq |  |

| WASSERq | WBRÜCKE1 | WASSERq |  |

| CONTgq | TEEeq |  |  |

| WASSERq | WBRÜCKE1 | WASSERq |  |

|  |  | BHF |

|  | CONTgq | ABZqlr | CONTfq |  |  |